# Font d'Heró
La font d'Heró és una màquina hidràulica ideada i inventada pel matemàtic, físic i inventor del segle I a. C., Heró d'Alexandria.

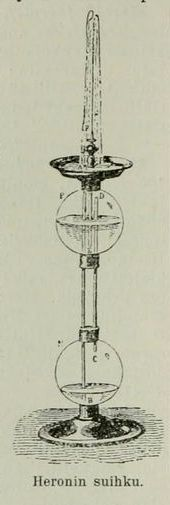
Il·lustració de la font d'Heró.

Consisteix en l'estudi previ d'Heró sobre la pressió del aire i el vapor, fet que porta a denominar aquest artefacte com la primera màquina de vapor. Tanmateix, Heró va dedicar-se a la construcció d'artefactes centrats en l'impuls de l'aigua, acte que va derivar en el desenvolupament de la font.
Actualment s'estudien diferents versions d'aquesta invenció per tal de donar explicacions físiques com, per exemple, per demostrar principis hidràulics i pneumàtics.

## Components
La base del funcionament d'aquest mecanisme és la presència de 3 nivells:
- (A) Superior: recipient principal
- (B) Mig: proveïment d'aigua
- (C) Inferior: proveïment d'aireFuncionament de la font d'Heró.

També conté tres conductes:

Funcionament de la font d'Heró.

- P1 (esquerra): des de la part inferior del recipient A fins al fons de la reserva d'aire del C
- P2 (dreta): des de la part superior de la reserva d'aire del recipient C fins per sobre de l'aigua del recipient B.
- P3 (mig): des del fons de la reserva d'aigua del recipient B, travessant el recipient A per sobre del seu nivell d'aigua. És per on s'alça l'aigua a mode de font com a resultat del procés. L'altura màxima d'aquesta depèn de la diferència d'alçada entre els recipients B i C.

No és necessari que el recipient A estigui tancat o hermètic. No obstant això, és important que B i C sí, principalment amb materials que siguin resistents a la pressió atmosfèrica. El plàstic, per exemple, pot funcionar, però fer ús de recipients de vidre proporcionarà millors resultats. Això és degut al funcionament de la font amb la següent explicació:
- L'energia que mou l'aigua prové del moviment hidràulic que es produeix entre els recipients A i C (descens).
- Aquest descens és el que permet l'ascens de B a A. Per tant, només hi haurà tant moviment ascendent com de descendent.
- L'aigua que descendeix des del recipient A fins al C mitjançant el conducte P1 crea la pressió al recipient inferior, que és proporcional (la pressió) a la diferència d'altura entre A i C.
- Aquesta pressió es desplaça per mitjà de l'aire pel conducte P2 fins a la reserva d'aigua del recipient B, fet que impulsa l'aigua de l'últim de manera ascendent a través del conducte P3.
- L'aigua que ascendeix pel conducte P3 substitueix l'aigua que descendeix des del conducte A al C per tal de tancar el cicle.

Els següents principis expliquen el funcionament correcte:
- No hi ha d'haver fuga d'aire pel conducte P1, ja que l'aire ha d'arribar fins al fons del recipient C amb l'objectiu de que l'aigua el segelli.
- No ha d'haver fuga pel conducte P3, ja que ha d'arribar a la part superior de B per tal d'imposar pressió i fer que l'aigua emergeixi per P3.
- El nivell d'aigua a B ha de ser inferior a P2 per evitar que l'aigua descendeixi per aquest conducte, fet que impediria el pas de l'aire.
- El conducte P2 ha d'estar connectat per la part superior del conducte C, ja que, pel contrari, si estigués connectat amb la part inferior, l'aigua custodiaria l'aire i aquest últim no podria ascendir.

## Moviment
La font d'Heró és una màquina aparentment generadora de moviment perpetu, ja que el raig d'aigua està en un decreixement constant, tot i que cal ull viu per poder apreciar-ho.
Si el bec del raig d'aigua que surt per P3 és prim, perdurarà durant diversos minuts, però finalment arribarà a aturar-se. Potser que la quantitat d'aigua que surt del conducte sigui superior a la de qualsevol altre recipient, però el flux de l'aigua és decadent.
No obstant això, si els volums d'aire i de corrent de la font estan dissenyats per ser molt més elevats que el volum dels recipients, juntament amb un ritme del corrent de l'aigua que surt del bec de manera constant, la font pot seguir en funcionament durant un període més extens.
La seva acció pot semblar menys paradoxal si es considera com a un sifó, però sense la part superior del tub i amb la pressió del aire entre els dos recipients inferiors proporcionant pressió ascendent per elevar l'aigua sobre l'arc. Aquest mecanisme també és conegut com a sifó d'Heró.
L'energia potencial gravitatòria de l'aigua que descendeix al recipient inferior és transferida mitjançant la pressió pneumàtica (únicament es desplaça l'aire cap amunt) i, d'aquesta manera, es fa que l'aigua del recipient superior s'alci per sobre del mateix.
Com ja s'ha mencionat a l'apartat de components, l'altura del raig d'aigua del recipient, que ascendeix per P3, depèn de la diferència entre les altures de B i C. Per tal de maximitzar aquest efecte, s'ha de col·locar el recipient superior a la major altura possible per sobre de l'inferior, independentment d'on es trobi A.
Una vegada el nivell d'aigua descendeixi per sota del tub, la font s'auturarà. Per reiniciar la font, s'hauria de buidar el recipient inferior (el que disposa de la reserva d'aire) i emplenar amb aigua B i A.